# Белинский, Евгений Фёдорович
Евгений Фёдорович Белинский (род. 2 февраля 1924 Котовск Одесской области) — украинский советский историк, педагог, специалист по истории железнодорожного строительства. Кандидат исторических наук.

## Биография
Евгений Белинский родился в 1924 году в семье рабочих.
В 1952 году окончил исторический факультет Ужгородского университета.
С 1952 по 1955 годы работал преподавателем истории в Великобычковской средней школе.
В 1955 году поступил в аспирантуру Института истории АН УССР и окончил её в 1958 году.
С 1958 по 1970 годы работал младшим научным сотрудником отдела историографии и источниковедения Института истории АН УССР.
В 1963 году защитил кандидатскую диссертацию по теме «Формирование железнодорожного пролетариата в Украине во второй половине XIX века».

## Научная деятельность
Участвовал в написании многотомного издания «Історія Української РСР», написал статью «Людиновські робітничі заворушення» для первого издания Украинской советской энциклопедии.
Основные работы:
- 3 історії формування залізничного пролетаріату на Україні в другій половині XIX ст. З історії соціально-економічного розвитку та класової боротьби на Україні // Наук. записки Ін-ту історії України. Т. 13 — К., 1960.
- В Полтавських залізничних майстернях // Книга для читання з історії Української РСР. — К., 1961.
- Залізничне будівництво на Україні в епоху промислового капіталізму // Нариси історії соціально-економічного розвитку України в дожовтневий період. — К., 1963.
- Записки о состоянии и развитии исследований по проблеме «История исторической науки в Украинской ССР» — К.:1963 (в соавторстве)
- Бєлінський Є.Ф. і ХМЕЛІВСЬКА В. С. Засідання Наукової ради з історії робітничого класу. // Український історичний журнал. — 1963. — № 1. — C. 155—156.
- Бєлінський Є.Ф. Республіканська координаційна нарада з історії. // Український історичний журнал. — 1961. — № 2. — C. 159—160.